# Erik le Rouge
Erik le Rouge è una serie a fumetti pubblicata su Pif Gadget dal 1976 al 1978. Diretta da Eduardo Teixeimra Coelho nel disegno e da Jean Ollivier nella sceneggiatura, questa serie è ispirata al personaggio storico di Erik il Rosso.

## Racconto
Ispirandosi alla saga di Erik il Rosso, Jean Ollivier racconta la storia dell'esilio di Erik dalla Norvegia da parte del consiglio di Hartland. Jean Ollivier fonde strettamente la mitologia norrena con le avventure di Erik, protetto dal dio Thor e perseguitato da Loki e Ægir.
Come nella saga, Erik viaggia verso ovest con i suoi compagni, come il suo amico Thorall, il cacciatore. Alla fine si stabilisce in Islanda a Pointed Rocks, dove si insedia la piccola comunità vichinga. Ma il suo desiderio di viaggiare sempre più a ovest non si è spento.

## La storia

### La creazione
Dopo l'insuccesso della serie precedente Le Furet, Jean Ollivier ed Eduardo Teixeimra Coelho tornano al mondo dei vichinghi creando Erik il Rosso nel 1976. Questo personaggio storico non era sconosciuto, poiché Erik il Rosso era già apparso nella serie Biorn nel 1968 e in Ragnar nel 1969, due serie precedenti che trattavano anch'esse dell'universo vichingo. In precedenza, Jean Ollivier aveva anche scritto un romanzo per bambini, L'Aventure viking, nel 1961, che trattava la storia di Erik il Rosso.

### Un finale interrotto
Tuttavia, Ollivier e Coelho non poterono prolungare la saga dell'esploratore vichingo perché la serie non riscosse il successo sperato e fu rapidamente interrotta nel 1977, dopo soli nove episodi. Così, nel fumetto, mentre Erik viene incoraggiato da Thor a lasciare l'Islanda e a navigare verso ovest, il lettore non vedrà l'eroe scoprire la Groenlandia. Un decimo episodio, L’Étalon noir, apparve un anno dopo, nel 1978, ma in un numero speciale del giornale, destinato ai lettori fuori dai confini francesi.

## Elenco delle pubblicazioni su Pif Gadget
- Erik le Rouge (disegno), annuncio dell'inizio della serie, n. 396, 1976.
- Erik le Rouge (disegno), annuncio dell'inizio della serie, n. 397, 1976.

| no della pubblicazione      | Titolo                  | Lunghezza             | Date di pubblicazione |
| --------------------------- | ----------------------- | --------------------- | --------------------- |
| Pif Gadget 398              | senza titolo            | 12 tavole + copertina | 11/10/1976            |
| Pif Gadget 399              | senza titolo            | 12 tavole             | 18/10/1976            |
| Pif Gadget 400              | senza titolo            | 12 tavole             | 25/10/1976            |
| Pif Gadget 403              | senza titolo            | 12 tavole             | 15/11/1976            |
| Pif Gadget 406              | Loki le malfaisant      | 12 tavole             | 06/12/1976            |
| Pif Gadget 410              | senza titolo            | 8 tavole              | 03/01/1977            |
| Pif Gadget 422              | Le Jour de la baleine   | 8 tavole              | 28/03/1977            |
| Pif Gadget 430              | Les Pirates des Sudreys | 8 tavole              | 23/05/1977            |
| Pif Gadget 444              | L’Île de glace          | 9 tavole              | 29/08/1977            |
| Pif Gadget Spécial export D | L’Étalon noir           | 8 tavole              | 05/1978               |

## Pubblicazione degli album
- Erik le Rouge 1, 2016 (album pirate)[2][3]
  - Erik le Roug[4]e (storia in Pif gadget nº398)
  - Le Banni[4](storia in Pif gadget nº399)
  - La Route des cygnes[4] (storia in Pif gadget nº400)
  - Cap plein ouest[4] (storia in Pif gadget nº403)
  - Loki le malfaisant
- Erik le Rouge 2, 2016 (album di Pirate)
  - La Quête de l'épée[4](storia in Pif gadget nº410)
  - Le Jour de la baleine
  - Les Pirates des Sudreys
  - L'Île de glace
  - L'Étalon noir
  - Les Vikings devant Paris[5]

## Traduzioni
- Portoghese: Erik O Vermelho, tradotto e pubblicato in Mundo de Aventuras (pt) 2ª serie:
  - n. 509, novembre 1983
  - n. 564, 1 dicembre 1985 (copertina inedita di Augusto Trigo)